# Heinjoki

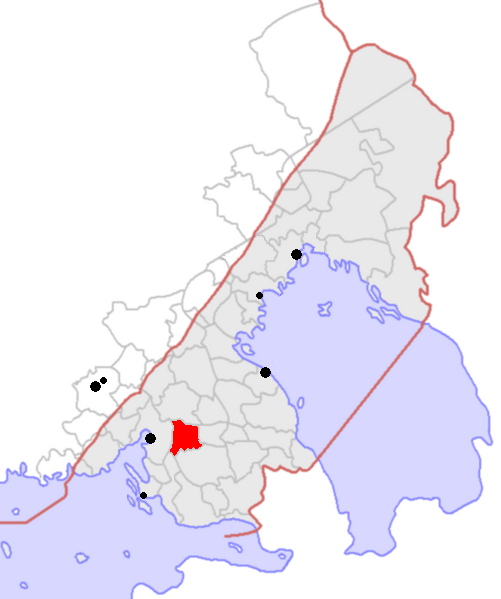
Heinjokis läge.

Heinjoki (finska: Heinjoki, ryska: Vesjtsjovo) var en tidigare kommun i Viborgs län i Finland.
Ytan (landsarealen) var 310,0 km². Befolkningen vid utgången av 1908 var 3 486 personer.
Heinjoki var enspråkigt finskt och blev del av Sovjetunionen efter andra världskriget.